# Immeuble de la banque Wawelberg
 (octobre 2021).

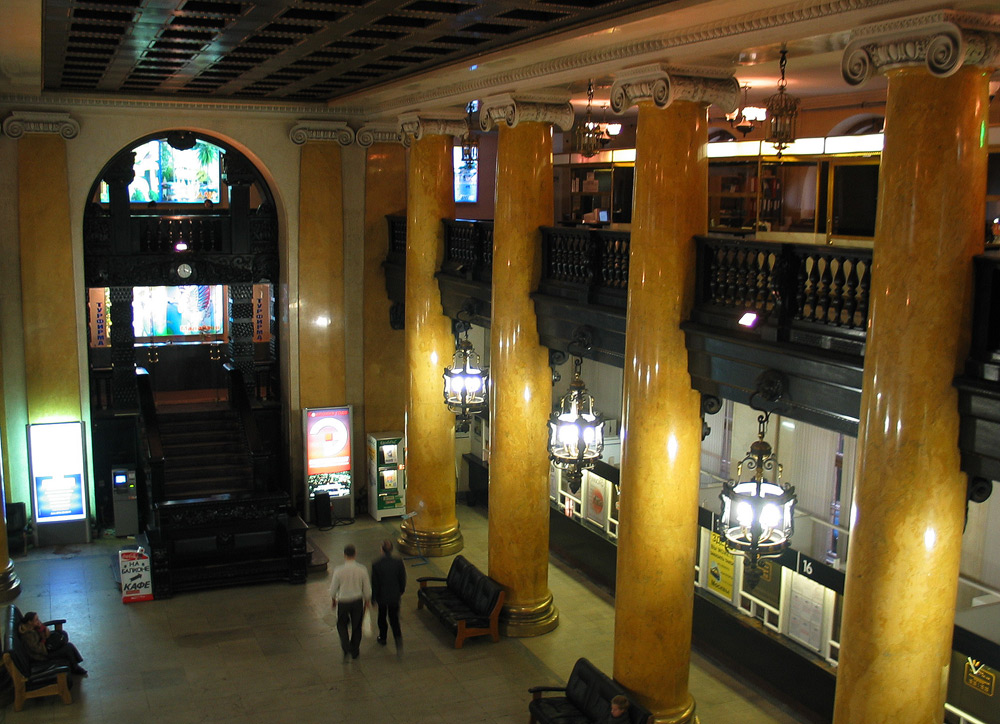
Intérieur

L'immeuble de la Banque Wawelberg (en russe : Доходный дом М. И. Вавельберга ; - Banque commerciale de Saint-Pétersbourg) - est un bâtiment à Saint-Pétersbourg, situé à l'intersection de la perspective Nevski et de la rue Malaïa Morskaïa, classé monument architectural d'importance fédérale. À l'époque soviétique, le bâtiment abritait les billetteries de la compagnie aérienne Aeroflot et l'Agence des communications aériennes. Depuis 2011, le bâtiment a été adapté pour devenir un hôtel , travaux ayant pris fin en 2021 avec l'ouverture de l'hôtel Wawelberg .

## Histoire
La banque commerciale de Saint-Pétersbourg a été fondée en 1846 par le marchand de la première guilde Hirsch (Heinrich Mikhaïlovitch) Wawelberg (1813-1891) à Varsovie. Après la mort du banquier, son entreprise a été poursuivie par son fils Ippolit Andreïevitch Wawelberg et son gendre Stanislav Matveïevitch Rotvand. À cette époque, une succursale de la maison bancaire de Saint-Pétersbourg fonctionnait déjà. En 1901, se pose la question de la construction d'un nouveau bâtiment bancaire. La conception de la banque a été commandée à l'architecte M. M. Peretiatkovitch. Le site au coin de la perspective Nevski et de la rue Malaïa Morskaïa (qui à l'époque soviétique s'appelait la rue Gogol) a été choisi comme emplacement.

## Caractéristiques du bâtiment
Le bâtiment de cinq étages a la forme d'un trapèze. Les visiteurs y pénétraient par un hall rond, puis par une allée étroite. Ce contraste créait un effet émotionnel fort sur la perception de la salle d'opérations.
Le style architectural du bâtiment a été déterminé par le temps. L'enthousiasme pour l'architecture de la première Renaissance vénitienne était caractéristique. Les façades avant sont revêtues de granit gris grossièrement écaillé. L'arcade au deuxième étage rappelle le Palais des Doges de Venise. L'arcade du premier étage est particulièrement impressionnante et puissante. Les décorations de façade (mascarons, bas-reliefs, cartouches, chapiteaux de colonnes, etc.) ont été réalisées par les sculpteurs L. Dietrich et V. V. Kozlov .
L'intérieur de la salle d'opérations est à grande échelle et très décorative. Les colonnes et les pilastres d'ordre ionique sont finis avec du marbre artificiel jaune. Un rôle actif est joué par le plafond à caissons sculptés et les lustres en bronze de la forme originale.
H. A Sindalovsky cite une légende selon laquelle, reprenant le bâtiment, le propriétaire de la banque M. Wawelberg, ne trouvant aucun motif d'insatisfaction, a néanmoins fait une remarque : « Vous avez un panneau sur votre porte : Poussez vous-même. Ce n'est pas mon principe. Refaire : Tirez vers vous " .

## Littérature
- Zavarikhin S. P., Faltinsky R. A. Capital et architecture : histoire de l’architecture et de la construction des bâtiments bancaires en Russie. Saint-Pétersbourg : Stroyizdat SPb, 1999. 386 p.  (ISBN 5-87897-055-4).

## Liens
- Maison bancaire M. ET. Wawelberg